# Царухис, Яннис
Яннис Царухис (греч. Γιάννης Τσαρούχης, 13 января 1910 Пирей — 20 июля 1989, Афины) — греческий художник и сценограф.

## Биография
Яннис Царухис родился в 1910 году в Пирее. В период 1929—1935 годов учился в Афинской школе изящных искусств, был студентом Фотиса Контоглу, который познакомил его с византийской иконографией. Параллельно также изучал народную архитектуру и традиции греческого народного костюма. Вместе с Димитрисом Пикионисом, Фотисом Контоглу и Ангеликой Хатзимихали он возглавлял движение за введение греческой традиции в живописи.
В период 1935—1936 годов он посетил Стамбул, Париж и Италию, где познакомился с искусством Ренессанса и импрессионизма, открыл для себя работы Теофилоса Хатзимихаила, на его художественное восприятие значительно повлияли такие художники, как Анри Матисс и Альберто Джакометти.
Он вернулся в Грецию в 1936 году и через два года создал свою первую персональную выставку в Афинах. Участвовал в боях итало-греческой войны в 1940 году. В 1949 году он и другие художники, в том числе Никос Хатзикириакос-Гикас, Яннис Моралис, Никос Николау, Никос Энгонопулос и Панайотис Тецис создали художественный кружок «армос». В 1951 состоялись выставки работ Царухиса в Париже и Лондоне. В 1958 году он участвовал в Венецианской биеннале. В 1967 году он переехал в Париж.
В 1982 году открыт Музей Янниса Царухиса, которым стал дом художника в афинском пригороде Маруси. Действует также Фонд Янниса Царухиса. Художник умер в 1989 году в Афинах.